# La Flamme et le Papillon
Pour plus de détails, voir Fiche technique et Distribution.
La Flamme et le Papillon (titre original : The Talk of the Town) est un film muet américain réalisé par Allen Holubar, sorti en 1918

## Fiche technique
- Réalisation : Allen Holubar
- Scénario : Allen Holubar, d'après l'histoire Discipline of Ginevra de Harold Vickers
- Photographie : Fred Granville
- Société de production : Universal Film Manufacturing Company
- Pays de production: États-Unis
- Format : Noir et blanc - 1,33:1 - Film muet
- Genre : Comédie, Film d'amour
- Durée : 60 minutes
- Date de sortie : 1918

## Distribution
- Dorothy Phillips : Genevra French
- George Fawcett : Maj. French
- Clarissa Selwynne : tante Harriet
- William Stowell : Lawrence Tabor
- Lon Chaney : Jack Langhorne
- Gloria Joy : Genevra à 5 ans
- Una Fleming : Dancer
- Charles Hill Mailes : rôle indéterminé
- Zasu Pitts : rôle indéterminé
- Mrs. Griffith : rôle indéterminé
- William Burgess : rôle indéterminé
- Mr. Bainbridge : rôle indéterminé
- Norman Kerry : rôle indéterminé
- Ralph Lewis : rôle indéterminé